# Greate$t Hit$
| Recensione | Giudizio |
| ---------- | -------- |
| AllMusic   |          |

Greate$t Hit$ è una raccolta del gruppo musicale statunitense Mötley Crüe, pubblicata nel 2009 dall'etichetta discografica di loro proprietà Motley Records.
La raccolta contiene unicamente brani incisi con la formazione classica, sono quindi escluse tracce di Mötley Crüe e New Tattoo.

## Tracce
1. Too Fast for Love – 3:26
2. Shout at the Devil – 3:16
3. Looks That Kill – 4:09
4. Too Young to Fall in Love – 3:33
5. Smokin' In the Boys Room – 3:28
6. Home Sweet Home – 4:01
7. Wild Side – 4:42
8. Girls, Girls, Girls – 4:30
9. Dr. Feelgood – 4:51
10. Kickstart My Heart – 4:44
11. Same Ol' Situation (S.O.S.) – 4:14
12. Don't Go Away Mad (Just Go Away) – 4:40
13. Without You – 4:30
14. Primal Scream – 4:47
15. Sick Love Song – 4:19
16. Afraid – 4:09
17. If I Die Tomorrow – 3:42
18. Saints of Los Angeles – 3:40
19. The Animal In Me (Remix) – 4:16

## Formazione
- Vince Neil - voce
- Mick Mars - chitarra
- Nikki Sixx - basso
- Tommy Lee - batteria